# Museu Diocesà de Jaca
El Museu Diocesà de Jaca, fundat el 1970, està situat en les sales que envolten el claustre de la Catedral de Jaca (Aragó). Des de la dècada de 1960 es van descobrint en diverses parròquies de la diòcesi pintures murals medievals; aquestes obres romàniques i gòtiques es van convertir, pel seu interès i singularitat, en el nucli expositiu. Després del seu tancament el 2003 i d'una profunda reforma per aplicar el Pla Director de la Catedral de Jaca, va ser reinaugurat el 2010. El seu programa expositiu comprèn art religiós de la Diòcesi de Jaca, des del romànic fins a l'edat moderna. El nucli del mateix és la pintura mural romànica i gòtica de les esglésies de la diòcesi.
La planta inferior ofereix un programa expositiu basat principalment en la pintura romànica i gòtica, que es mostra en el refetor i la sala dedicada a les pintures romàniques de l'església dels sants Julià i Basilisa de Bagües (Saragossa). La planta superior està dedicada al gòtic i a l'edat moderna, destacant entre tota la col·lecció el frontal gòtic de l'altar de l'església del Monestir de Santa Maria de Iguácel.
En la planta baixa es troben les sales corresponents al claustre, torreta, refetor, sala de Bagües, capelles claustrals i sala capitular, mentre que en la planta primera es localitzen la sala del Secretum i, a l'antiga biblioteca, la sala dedicada al gòtic i a l'Edat Moderna.